# Emblème de la Biélorussie
L’emblème de la Biélorussie (en biélorusse : Дзяржаўны герб Рэспублікі Беларусь, en russe : Государственный герб Республики Беларусь) est l'emblème national de la Biélorussie.

## Histoire
Le Pahonie, symbole historique du grand-duché de Lituanie à l’époque où il incluait la Biélorussie, a été utilisé en 1918 et de 1991 à 1995, date à laquelle son remplacement par l'emblème actuel a été approuvé par référendum. Son graphisme a été modifié en 2012 et 2020.

## Description
L'emblème s'inspire de celui, dessiné par Ivan Doubassov en 1950, en usage à l'époque de la République socialiste soviétique biélorusse avant 1991. Le centre est occupé par un globe terrestre surmonté d'un soleil levant sur les rayons duquel se surimpose la représentation de la carte du pays liserée de vert. Il est encadré par des épis de blé accompagnés, à gauche de fleurs de trèfle roses et à droite de fleurs de lin bleues. Un ruban rouge et vert aux couleurs nationales est enroulé autour des épis et des fleurs et se réunit à la base de l'emblème où l'inscription Рэспубліка Беларусь (« République de Biélorussie ») figure en lettres d'or. Le sommet de l'emblème est orné d'une étoile rouge à cinq branches.

## Galerie

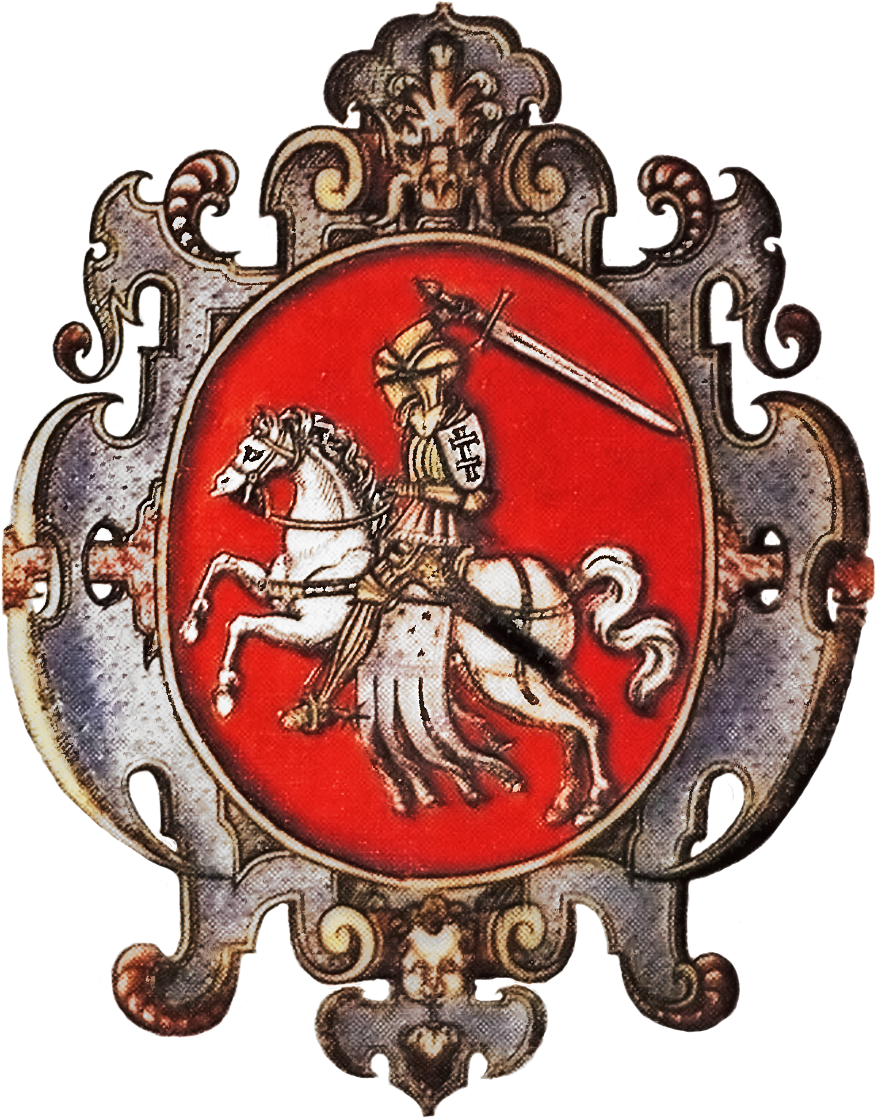
16e siècle
1581
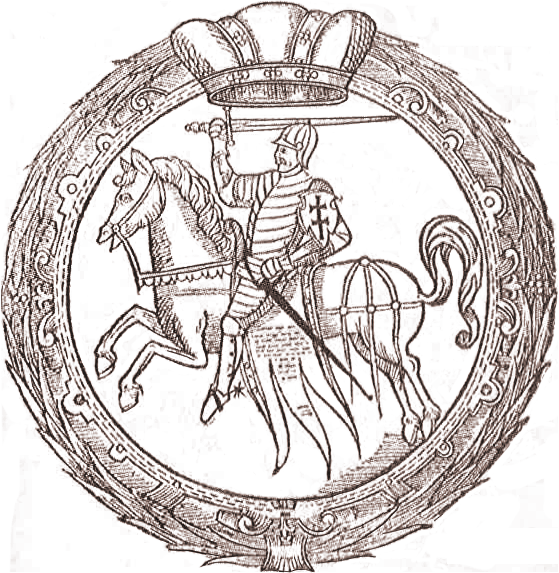
1588
1882
1918
1918
1919-1927
1927-1937
1937-1938
1938-1949
1958-1981
1981-1991
1991-1995
1995-2012
2012-2020
depuis 2020